# Voineasa (okręg Aluta)
Voineasa – wieś w Rumunii, w okręgu Aluta, w gminie Voineasa. W 2011 roku liczyła 446 mieszkańców. 